# História da Linguagem

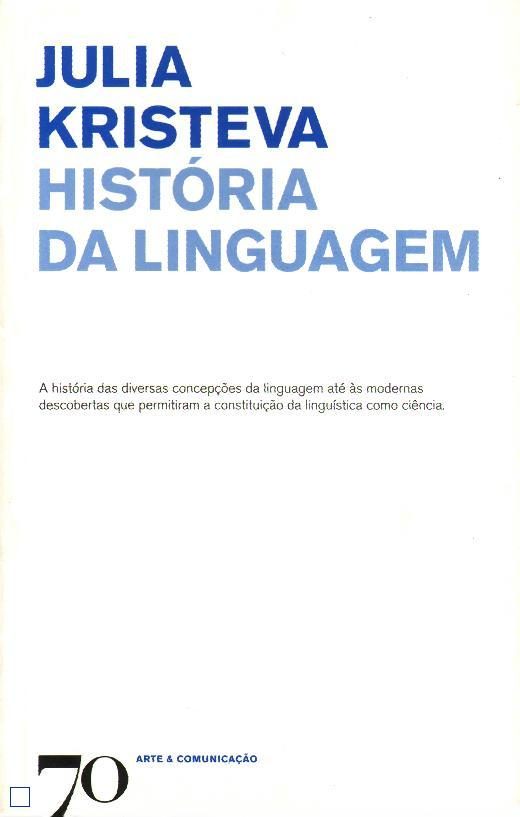
Capa de História da Linguagem.

História da Linguagem é um livro da linguista húngaro-francesa Julia Kristeva, traduzido para o português europeu em 1969. A obra está situada nos domínios da Semiótica e da Linguística, trançando a História das sociedades primitivas às contemporâneas, abordando as diversas concepções de linguagem até às modernas descobertas que permitiram à linguística se constituir como ciência.

## Estrutura
A obra organiza-se em três partes, subdivididas em capítulos.
1. A Primeira Parte trata dos conceitos de língua e signo linguístico, de linguagem, fala e discurso;
2. A Segunda Parte apresenta um panorama histórico da relação do homem com a linguagem, refletindo a evolução do conceito de linguagem e dos estudos linguísticos, principalmente no mundo ocidental;
3. A Terceira Parte enfoca a linguagem em sua relação com outras áreas da atividade humana, introduzindo os estudos semióticos que pretendem dar conta, além da língua, de outras formas de linguagem.[2]

## Análise do livro
A linguística não tenta estabelecer como a linguagem apareceu, mas desde quando o homem fala. Os investigadores da pré-história da linguagem estão se dedicando ao estudo das mais antigas etapas de escrita conhecidas, a fim de que elas permitam hipóteses sobre estágios anteriores, dos quais ainda não tomamos conhecimento. A linguística comparada pode deduzir certas leis linguísticas que nos permitem reconstruir o passado longínquo da linguagem.
A partir de estudo dos escritos podemos fazer deduções referentes não apenas à vida linguística, mas à vida social dos povos. Os fenômenos sociais podem ser assimilados à linguagem, e a partir do funcionamento linguístico podemos ter acesso às leis do sistema social. Os estudos da estrutura específica do sistema linguístico propiciaram a construção de uma teoria a respeito do relativismo linguístico.
Nas sociedades primitivas a linguagem é uma substância e uma força material. O homem primitivo não consegue distinguir matéria de espírito, real de linguagem, e ainda menos significante de significado: para ele, todos estes participam igualmente de um mundo diferenciado. O homem primata compreende a rede da linguagem como uma matéria consistente de tal forma que  as semelhanças fônicas são para ele o índice de semelhança dos significados, e por conseguinte dos referentes.
A escrita irá marcar a formação das palavras e das coisas, em um processo de diferenciação e de classificação. Essa participação da linguagem no mundo e a sua complexa sistematização constituem o traço fundamental da concepção da linguagem em sociedades primitivas.

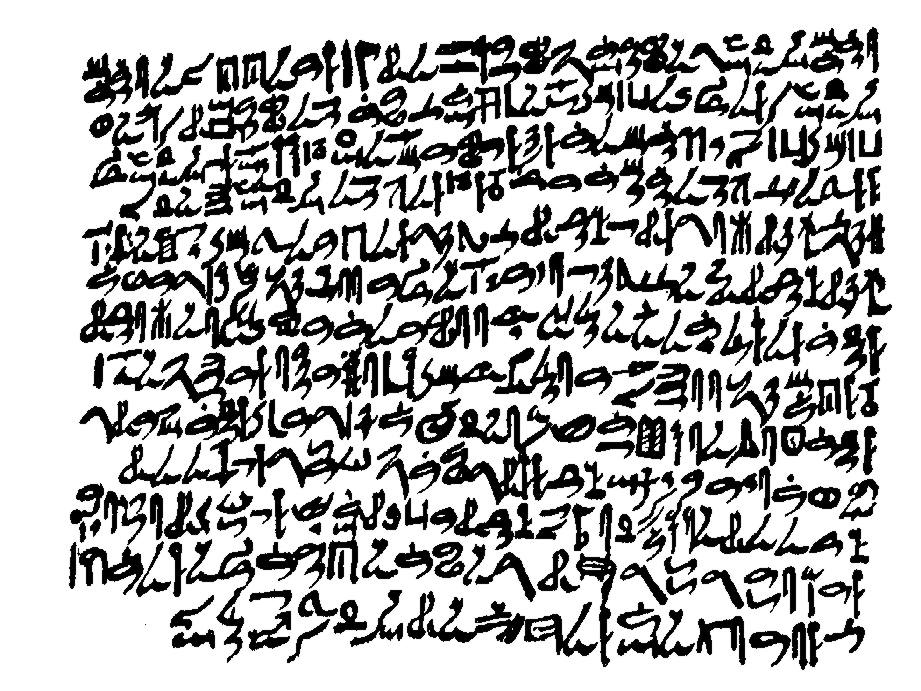
Escrita hierática: a primeira cursiva

### Os egípcios: a sua escrita
A decifração dos signos egípcios só foi possível com Champollion, que estudou a Pedra de Roseta e comparou o alfabeto grego aos hieróglifos, utilizando como eixo de correspondência os nomes Ptolemeu e Cleópatra.

#### Os tipos de escrita (segundo Champollion)
1. Hieroglífica: signos estilizados, pictóricos
2. Hierática: abreviação dos hieróglifos.
3. Demótica: mais popular, para assuntos cotidianos, como a administração.

#### A utilização dos signos
1. "signo-palavra" ou logograma: união significante-significado.
2. fonograma: só representa sons e serve para escrever consoantes. Exemplo: péri significa "casa", mas como fonograma é utilizado para escrever palavras que contenham p e r. A noção de sílaba é ausente.
3. determinativo: evoca uma noção e não é pronunciável. Evita confusão de palavras com as mesmas consoantes relacionando-as a classes diferentes. Isso demonstra uma sistematização lógica da linguagem.

### O desaparecimento da escrita
O cristianismo, substituindo a religião egípcia, é uma hipótese para o declínio dos escribas-sacerdotes e sua escrita hieroglífica. Além disso, a escrita egípcia era muito diferente da fala, ou seja, estava distante das relações sociais. Quando os egípcios passaram a realizar trocas com os gregos (a sociedade comercial), essa escrita revelou-se ineficaz.

### A civilização mesopotâmica: sumérios e acádios

#### Escrita cuneiforme
A civilização mesopotâmica elaborou a escrita cuneiforme, representada por grupos de cunhas gravados em argila, que tem suas origens no pictograma. Houve uma profunda evolução desse sistema linguístico, que o fez passar da ideografia ao alfabetismo.

#### Evolução fonética
O sumério, língua viva desde o 4 a.C até 2 mil a.C, já era de certa forma fonográfico. E sua utilização pelos acádios, que teve por consequência o bilinguismo sumério-acádio intensificou a evolução fonética do sistema, e a formação da consciência de uma alfabetização da linguagem. Com a apropriação de determinados sons dos Sumérios pelos Acádios, ocorre a separação entre o significante e o significado, o que explicaria a mudança fonética dessa escrita; que, no entanto, nunca se tornou uma escrita alfabética.

### A China: a escrita como ciência
Não há propriamente uma linguística chinesa. O conhecimento da linguagem é o estudo dos emblemas gráficos.

#### A polivalência chinesa
No sistema fonético chinês, cada sílaba pode ser pronunciada em 4 tons que modificam o seu valor. Além disso, a língua é monossilábica e há muitos homófonos. Essa polivalência estende-se ao campo morfológico e sintático. É o contexto, ou seja, o discurso, que define o valor preciso da palavra.

#### A relaçãocoisa-som-sentido
Essa múltipla funcionalidade da palavra chinesa é muito assustadora, pois o homem busca, desde que nasce, relações fixas entre o nome (significante) e o que é nomeado (referente), formando em sua mente uma imagem também fixa (o significado) para essa associação. No chinês, a relação referente-significante-significado não aparece hierarquizada. Os três elementos confundem-se no ideograma. Mais do que um signo, a palavra torna-se um emblema (reprodução pictórica de algo abstrato). A palavra, ao representar a coisa, não a perde, apenas situa-a num plano em que artifícios gramaticais e sintáticos tornam sua compreensão possível. A palavra chinesa, então singularizada, aproxima-se da coisa que ela evoca, formando "língua" e "real" um só elemento.

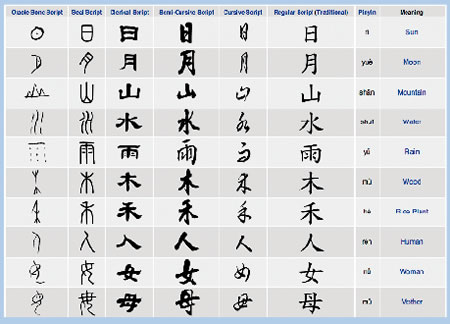
A evolução da escrita chinesa: do desenho ao ideograma

#### Estágios dos emblemas
1. Pictogramas (formas figuradas)
2. Símbolos indiretos (formados por substituição). Exemplo: fu, "cheio", deriva do ideograma de "jarra".
3. Complexos lógicos ou associativos (combinação de dois ou mais emblemas/encontro de ideias). Exemplo: hao, verbo "amar", é combinação dos emblemas de "mulher" e "criança".
4. Os determinativos fonéticos (imagem e som): acrescentados a outros emblemas, podem estabelecer uma ponte semântica ou indicar a presença de radicais comuns. Por exemplo, t'ong ("juntamente") + jin (metal) = "cobre"

Nota-se, na composição dos caracteres chineses, uma articulação semântico-lógica, em que os signos não transpõem a fonética, mas esta surge de forma autônoma como resultado das manobras com significantes, significados e referentes.

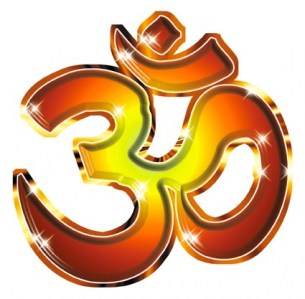
Símbolo do Sphota

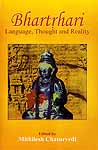
Livro sobre gramático indiano Bhartrhari

### A linguística indiana
A organização da linguagem na Índia talvez constitua a mais antiga base da abstração da linguística moderna, sua linguística se aproxima da teoria da enunciação.
No início, a escrita era quase inexistente e a fonetização da escrita foi tardia. Suas fonéticas e gramáticas foram organizadas em estreita relação com a religião e o ritual védicos.

#### Teoria do Sphota
Segundo o gramático Patanjali, o sphota apareceria no fim da articulação de todos os sons da palavra, seria o ponto da explosão do sentido. Enquanto, para Bhartrhari, sphota é a unidade mínima do universo infinitamente divisível.
Ele considera que o som não é uma simples exterioridade do sentido e que a significação é um processo. A partir de suas reflexões, a linguística indiana vai mais longe que a europeia ao declarar que não se pode parar a divisão da cadeia sonora em elementos sempre menores.

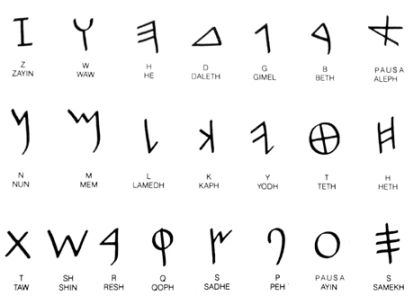
Alfabeto fenício

### O alfabeto fenício

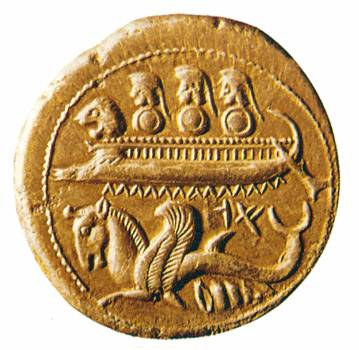
Moeda fenícia

A escrita fenícia é, geralmente, considerada como a antepassada do alfabetismo moderno.
Foi no mundo siro-palestiniano, mais particularmente entre os Fenícios, que se produziu uma notação puramente fonética das línguas, por meio de um número limitado de signos, que deram mais tarde o modelo do alfabeto que marca cada fonema. Février a considera, porém, incompletamente fonética, pois, apesar de ter banir os ideogramas, continua a ser até certo ponto ideográfica.